# Gnathoncus brevisetosus
Gnathoncus brevisetosus är en skalbaggsart som beskrevs av Bousquet och Laplante 2006. Gnathoncus brevisetosus ingår i släktet Gnathoncus och familjen stumpbaggar. Inga underarter finns listade i Catalogue of Life.